# Voanioala gerardii
Voanioala gerardii es una especie de palmera de la familia Arecaceae. Es monotípica dentro del género Voanioala.

## Distribución y hábitat
Es originaria de Madagascar. Está tratada en peligro de extinción por la pérdida de hábitat.
La deforestación y la explotación del palmito son las principales amenazas. Necesita una protección eficaz en las zonas de bosques en la península de Masoala y que los árboles estén protegidos contra la explotación, la especie es poco probable que sobreviva.

## Taxonomía
Voanioala gerardii fue descrito por John Dransfield  y publicado en Kew Bulletin 44(2): 195–197, f. 1–2, p. 1. 1989.
Etimología
Voanioala: nombre genérico que proviene de nombre vernáculo malcache voanioala que significa "coco de la selva".